# أوكري
أوكري (بالإيطالية: Ocre) هي بلدية في مقاطعة لاكويلا في إقليم أبروتسو الإيطالي.

## السكان
في سنة 1861 بلغ عدد السكان 1٬194 نسمة، وتطور العدد ليصل في سنة 2011 لـ 1٬110 نسمة.
يظهر هذا المخطط البياني تطور النمو السكاني لـ أوكري